# 맷 모건
맷 모건(Matt Morgan)은 매튜 토머스 모건(Mattew Thomas Morgan, 1976년 9월 10일 ~ )은 미국의 프로레슬링선수다. 2002년 프로레슬링 입문했고 현재는 TNA에서 활동 중이다. 피니쉬는 카본 풋프린트(바이시클 킥), 헬리베이터(버티컬 수플렉스 사이드 슬램), 파이어맨즈 캐리 페이스버스터로 3가지 사용을 한다.

## 신체 사항
- 신장 208cm
- 체중 139kg

## 수상
- FNW 헤비웨이트 챔피언 1회
- OVW 헤비웨이트 챔피언 2회
- TNA 월드 태그팀 챔피언 2회 - 헤르난데즈 (1회) , 크림슨 (1회)
- RKK 헤비웨이트 챔피언 1회